# 김천상업고등학교
김천상업고등학교(金泉商業高等學校)는 경상북도 김천시 지례면 교리에 있었던 공립 고등학교였다.

## 학교 연혁
- 1947년 11월 5일 : 지례중학교 설립 개원
- 1951년 10월 29일 : 지례중학교 설립 인가 (초대 김종우 교장 취임)
- 1951년 11월 21일 : 지례중학교 개교
- 1972년 2월 4일 : 지례상업고등학교 인가
- 1972년 3월 30일 : 지례상업고등학교 개교
- 1975년 7월 25일 : 지례고등학교로 학칙 변경
- 1994년 3월 1일 : 지례상업고등학교로 학칙 변경
- 1996년 3월 1일 : 김천상업고등학교로 교명 변경 (정보처리과 9학급 450명)
- 2013년 3월 1일 : 학과 개편. 창업경영과 1학급, 상업디자인과 1학급
- 2018년 2월 9일 : 제44회 31명 졸업, 누계 3,883명
- 2018년 3월 1일 : 제28대 최종남 교장 취임
- 2019년 2월 28일 : 47년만에 폐교[1]